# Jamal Duff
Jamal Duff (11 de marzo de 1972) es un jugador de fútbol americano retirado y actor estadounidense de la Liga Nacional de Fútbol Americano.

## Inicios
Jugó Fútbol americano universitario y luego fue llamado para participar en la Liga Nacional de Fútbol Americano. Fue cuando comenzó a jugar en el New York Giants y Washington Redskins. 

## Como actor
Él ha aparecido en Brooklyn Nine-Nine, SWAT, El tesoro del Amazonas, Eliminator, Dodgeball: A True Underdog Story, Revenge y en The Game Plan.
- Datos: Q11221289